# Alida Valli
Alida Valli (Pula, 31. svibnja 1921. – Rim, 22. travnja 2006.), ponekad jednostavno nazvana Valli, bila je talijanska umjetnica.

## Biografija

### Rani život
Valli je rođena u Puli u Istri koja je nekoliko godina prije pala pod Italiju. Roditelji su joj bili miješanog podrijetla. Njen djed po ocu bio je Luigi Altenburger, austrijski Talijan iz Trenta, a baka po ocu bila je Elisa Tomasi iz Trenta, nećakinja Ettorea Tolomeija. Vallina majka Silvia Oberecker bila je kći njemačkog Austrijanca Felixa Obereckera iz Laibacha (danas Ljubljana, Slovenija), njena majka je bila Virginia della Martina iz Pule u Istri (tada dijelu Austro-Ugarske). Vallin praujak Rodolfo bio je blizak prijatelj Gabriela d'Annunzija. Valli je krštena kao Alida Maria Laura von Altenburger, barunica od Marckensteina i Frauenberga Svetog Rimskog Carstva Njemačkog Naroda.

### Karijera
U dobi od petnaest godina otišla je u Rim gdje je pohađala Centro Sperimentale di Cinematografia, školu za filmske umjetnike i redatelje. U to je vrijeme živjela sa svojim ujakom Ettoreom Tolomeijem. Valli je započela svoju filmsku karijeru 1934. u filmu Il cappello a tre punte (Trorogi šešir). Njen prvi veliki uspjeh došao je s filmom Mille lire al mese (Tisuću lira na mjesec). Nakon mnogih uloga u velikom broju komedija pokazala je svoj dramski talent u Piccolo mondo antico (1941.), kojeg je režirao Mario Soldati. Tijekom Drugog svjetskog rata glumila je u brojnim filmovima poput Stasera niente di nuovo (1942.) i Noi Vivi - Addio Kira! (1943.) (temeljen na romanu Ayn Rand We the Living) te je postala filmska zvijezda.
Valli je imala karijeru u filmovima na engleskom jeziku preko Davida Selznicka koji je sklopio s njom ugovor vjerujući da je pronašao drugu Ingrid Bergman. U Hollywoodu je odigrala nekoliko filmova: glumila je Maddalenu Paradine, osobu osumnjičenu za ubojstvo, u Hitchcockovom filmu The Paradine Case (1947.), te zagonetnu češku izbjeglicu koju su tražili Rusi u poslijeratnom Beču u filmu Carola Reeda Treći čovjek (1949). Njezino inozemno iskustvo nije bilo velikog uspjeha zbog financijskih problema Seiznickove producentske kompanije.
Vratila se u Europu u ranim 1950-im kada je glumila u mnogim francuskim i talijanskim filmovima. Godine 1954. postigla je velik uspjeh u melodramskom filmu Senso, kojeg je režirao Luchino Visconti. U tom je filmu, smještenom u Veneciji tijekom Risogimenta sredinom 1800-ih, igrala mletačku kontesu rastrganu između nacionalističkih osjećaja i odrasle ljubavi prema časniku (glumi ga Farley Granger) okupacijskih austrijskih snaga.
Godine 1959. Pojavila se u remek-djelu Georgesa Franjua hororu Les Yeux sans visage (Oči bez pogleda). Od 1960-ih radila je na nekoliko filmova s velikim redateljima poput Piera Paola Pasolinija (Edipo re, Kralj Edip, 1967.), Bernarda Bertoluccija (La strategia del ragno, 1972.; Novecento, 1976.), i Darija Argenta (Suspiria, 1977.). Njena posljednja filmska uloga bila je u filmu Semana Santa (2002.), s Mirom Sorvino. U Italiji je bila također poznata po svojem scenskom pojavljivanju u dramama kao što su Ibsenov Rosmersholm; Pirandellov Henrik IV.; Osborneov Epitaf za Georgea Dillona; i Millerov Pogled s mosta.

### Osobni život
Vallina filmska karijera trpila je zbog neslavnih veza. Za nju se govorilo da je bila Mussolinijeva ljubavnica.
Mussolini je mnogo simpatizirao Alidu Valli i njegovim zalaganjem postala je simbol fašističkih uspjeha na području filma i prva glumica fašističke Italije. U onodobnoj Italiji Mussolinijev poziv za posjet u njegov kabinet glumicama koje su prošle fašističku indoktrinaciju u školama bio je ravan božanskom. Ushićena Valli dolazila je na njegove pozive u njegov kabinet. Budući da je Il Duce bio poznat kao amoralan i razvratan, brzo se proširio glas da je jedna od njegovih ljubavnica. Poslije rata talijanski se tisak raspisao o tome, zbog čega je odselila u Hollywood. Od uske kolaboracije s fašističkim režimom nije se branila, "jer ona to ne smatra nečasnim", ali se branila od tvrdnji da je imala veze s Mussolinijem.
Bio je i skandal oko Wilme Montesi u kojem je njen ljubavnik i jazz glazbenik Piero Piccioni (sin talijanskog ministra vanjskih poslova) bio upleten. Montesi je bila manekenka. Njeno beživotno tijelo pronađeno je na javnoj plaži blizu Ostije. Uslijedila je produljena istraga kojom se ušlo u senzacionalno otkriće droga i seksualnih orgija u rimskom društvu. Optuženi Piccioni, Ugo Montagna i Maurizio d'Assia (Moritz von Hessen, sin princeze Mafalde di Savoia) bili su glavni sudionici skandala. Naposljetku su oslobođeni optužbi. Skandal je inspirirao Fellinijev film iz 1960. Slatki život.
Alida Valli je imala dva sina sa svojim mužem Oscarom de Mejom: Carla de Meja rođenog u Rimu (ima sina Piera Paola de Meja) i Larryja de Meja rođenog u Los Angelesu, a sada živi u Rochesteru (ima četvero djece u SAD-u).
Vallinu smrt kod kuće 22. travnja 2006. objavio je ured gradonačelnika Rima Waltera Veltronija čija je izjava glasila: "Talijanski film je izgubio jednu od svojih najizražajnijih i najupadljivijih lica". Druga službena izjava talijanskog predsjednika Carla Azeglija Ciampija glasila je: "Preminuće Alide Valli je težak gubitak za kino, kazalište i talijansku kulturu".
U Puli je 2008. rekonstruirano jedinog gradsko kino, kino Zagreb, promijenilo ime u Valli, premda je na natječaju ustanove Pula Film Festivala od 114 prijedloga Puljana za odabir imena kina, samo 2 prijedloga bila su Valli, a za ime Giardini 12 prijedloga. Za ime Valli presudilo je zalaganje jedne osobe na nešto višoj poziciji od tzv. običnog građana.

## Filmografija
| - Il cappello a tre punte (1934.) - I due sergenti (1936.) - L'ultima nemica (1937.) - Sono stato io! (1937.) - Il feroce Saladino (1937.) - Mille lire al mese (1938.) - Ma l'amor mio non muore (također poznat kao L'amore mio non muore, 1938.) - L'ha fatto una signora (1938.) - La casa del peccato (1938.) - Ballo al castello (1939.) - Assenza ingiustificata (1939.) - Taverna rossa (1940.) - La prima donna che passa (1940.) - Oltre l'amore (1940.) - Manon Lescaut (1939.) - Piccolo mondo antico (1941.) - Luce nelle tenebre (1941.) - Ore 9 lezione di chimica (1941.) - L'amante segreta (1941.) - Stasera niente di nuovo (1942.) - Catene invisibili (1942.) - Le due orfanelle (1942.) - We the Living (1942.) - Addio Kira (1942.) - T'amerò sempre (1943.) - I pagliacci (1943.) - Apparizione (1943.) - Circo equestre Za-bum (1944.) - La vita ricomincia (1945.) - Il canto della vita (1945.) - Eugenia Grandet (1947.) - Slučaj Paradine (1947.) - The Miracle of the Bells (1948.) - Treći čovjek (1949.) - The White Tower (1950.) - Walk Softly, Stranger (1950.) - L'ultimo incontro (1951.) - Les Miracles n'ont lieu qu'une fois (1951.) - La mano dello straniero (1952.) - Il mondo le condanna (1953.) - Les Amants de Tolède (1953.) - Siamo donne (Segment: "Alida Valli", 1953.) - Senso (1954.) - L'amore più bello (1957.) - La grande strada azzurra (1957.) - Il grido (1957.) - This Angry Age (1958.) - The Night Heaven Fell (Les Bijoutiers du clair de lune) (1958.) - Eyes Without a Face (1959.) - Signé Arsène Lupin (1959.) - Le Dialogue des Carmélites (1960.) - Treno di Natale (1960.) - Il peccato degli anni verdi (1960.) - Le gigolo (1960.) - The Long Absence (1961.) | - La fille du torrent (1961.) - Il disordine (1962.) - Homenaje a la hora de la siesta (1962.) - The Happy Thieves (1962.) - Al otro lado de la ciudad (1962.) - L'Autre femme (1963.) - A la salida (1963.) - Ophelia (1963.) - El Valle de las espadasl (1963.) - El hombre de papel (1963.) - Umorismo nero (epizoda "La vedova", 1965.) - Edipo re (1967.) - La strategia del ragno (1970.) - Le champignon (1970.) - La prima notte di quiete, režirao Valerio Zurlini (1972.) - L'occhio nel labirinto (1972.) - Diario di un italiano (1973.) - La casa dell'esorcismo (1973.) - No es nada mamá, sólo un juego (1973.) - Casa dell'esorcismo, La (alias Lisa and the Devil) - L'Anticristo (1974.) - Tendre Dracula (1974.) - Il caso Raoul (1975.) - La Chair de l'orchidée (1975.) - Ce cher Victor (1975.) - Novecento (1976.) - Le jeu du solitaire (1976.) - Cassandra Crossing (1976.) - Berlinguer ti voglio bene (1977.) - Suspiria (1977.) - Suor Omicidi (1978.) - Un cuore semplice (1978.) - Porco mondo (1978.) - Indagine su un delitto perfetto (1978.) - La luna (1979.) - Zoo zéro (1979.) - Inferno (1980.) - Aquella casa en las afueras (1980.) - Sezona mira u Parizu (1981.) - La caduta degli angeli ribelli (1981.) - Sogni mostruosamente proibiti (1982.) - Segreti, segreti (1985.) - Aspern (1985.) - Le jupon rouge (1987.) - À notre regrettable époux (1988.) - La bocca (1991.) - Zitti e mosca (1991.) - Bugie rosse (1993.) - Il lungo silenzio (1993.) - A Month by the Lake (1995.) - Fotogrammi mortali (1996.) - Il dolce rumore della vita (1999.) - L'amore probabilmente (2000.) - Vino santo (2000.) - Semana santa (2002.) |

## Televizija
- I Figli di Medea (1959.)
- Il caso Mauritius (1961.)
- Doughboy (epizoda u Combat!, 1963.)
- Desencuentro (serije, 1964.)
- Rome Will Never Leave You, tri epizode u Dr. Kildare (1964.)
- Il consigliere imperiale (1974.)
- Les grandes conjurations: Le tumulte d'Amboise (1978.)
- L'altro Simenon (serije, 1979.)
- L'eredità della priora (serijal, 1980.)
- Dramma d'amore (serijal, 1983.)
- Piccolo mondo antico (serijal, 1989.)
- Una vita in gioco 2 (serijal, 1992.)
- Delitti privati (1992.)

## Vanjske poveznice
- www.alidavalli.net
- Istria on the Internet, Istaknuti Istrani
- Alida Valli na Internet Movie Database
- Alida Valli  Arhivirana inačica izvorne stranice od 26. prosinca 2007. (Wayback Machine) na TCM Movie Database
- Arhivirana inačica izvorne stranice od 26. prosinca 2007. (Wayback Machine) Osmrtnica u The Daily Telegraph (London), 24. travnja, 2006
- Osmrtnica u The Guardian (London), 24. travnja, 2006
- André Soares (7. lipnja 2006.). Alida Valli (1921 - 2006). Vodič za alternativni film. Preuzeto 9. ožujka 2007.
- Alida Valli. filmreference.com. Preuzeto 15. svibnja 2007.
- Fotografije Alide Valli